# Oblouk (Ostrava)
Oblouk je multifunkční budova v Ostravě-Porubě, umístěná v nejstarší části zástavby tohoto sídliště, na jeho jižním okraji. Název budovy pochází od půlkruhovitého půdorysu, který zabírá. Představuje jednu z ukázek socialistického realismu 50. let a zároveň měla být velkolepou bránou do nového, dělnického města (dodnes je Oblouk největší stavbou na území nové Poruby).

## Architektonické řešení
Architekt Evžen Šteflíček se při navrhování budovy inspiroval známým Palácovým náměstím v dnešním Petrohradě – tedy kruhovým prostorem obestavěným velkolepým palácem s monumentální bránou v průčelí. Koňské spřežení však nahradil reliéfem znázorňujícím „odchod do práce a opětný návrat domů“ (jeho autorem byl Václav Šantrůček). Budova Oblouku patří mezi nejznámější počiny tohoto brněnského architekta.

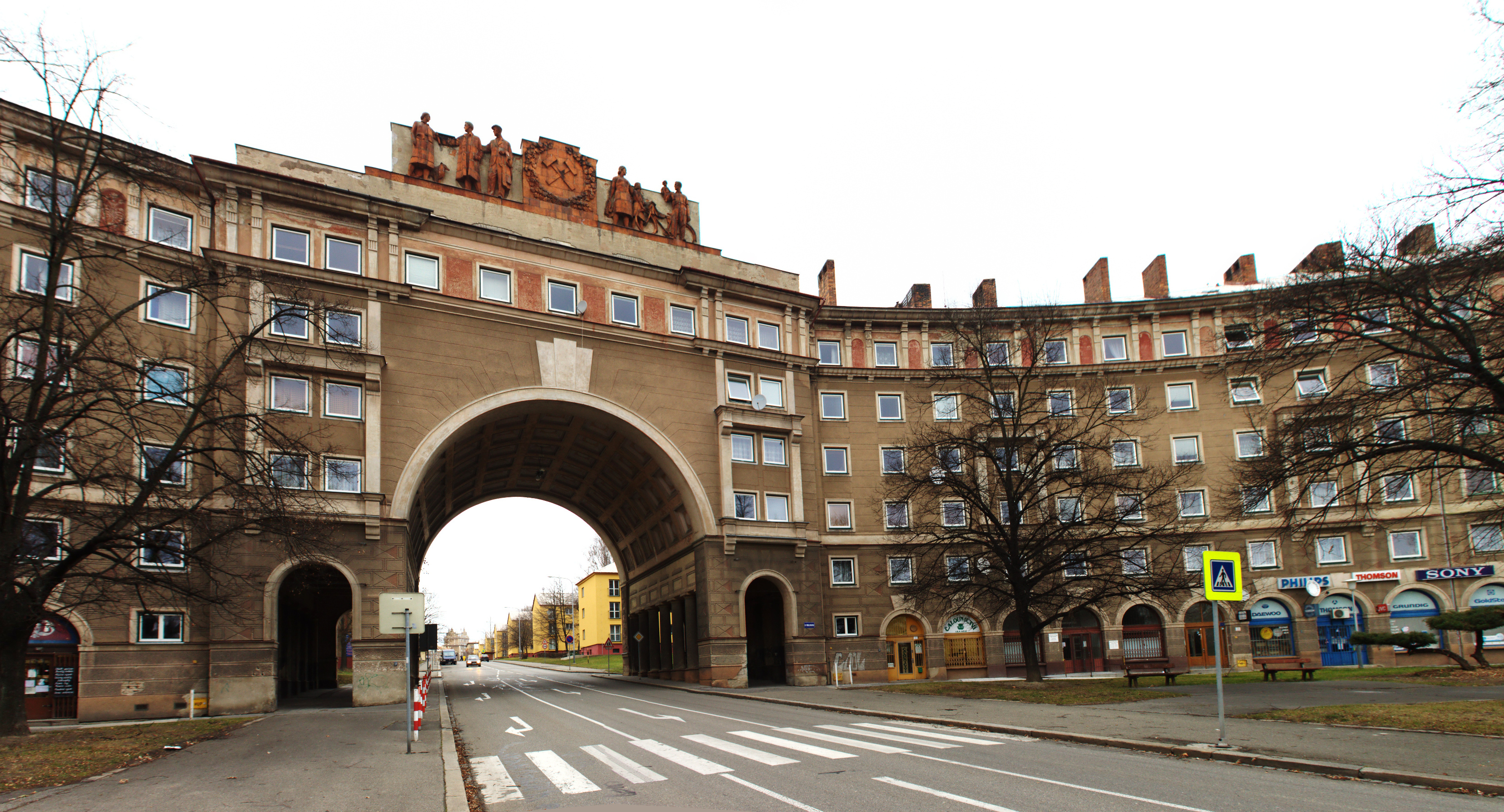
Hlavní průčelí stavby bylo navrženo tak, aby připomínalo Palácové náměstí v Petrohradě

## Popis stavby
Uprostřed půlkruhu „oblouku“ se nachází silniční křižovatka, ze které vycházejí dvě dopravní komunikace procházející průjezdy skrz objekt, třetí z nich směřuje do Svinova a skrz Oblouk neprochází. V průjezdech je prostor pro chodce oddělen od vozovky stylizovanými sloupy. Západní konec je ukončen věží s hodinami, která se vypíná nad říčkou Porubkou, východní pak přechází v jeden z mnohých obytných domů navazujícího sídliště. Samotný oblouk se ve skutečnosti sestává z dvanácti samostatných jednotek, které jsou uspořádány do jednoho celku, působícího dojmem jednoho rozsáhlého objektu. Při pohledu ze vzduchu či na mapu je jasně vidět budovu v kontextu s vozovkou jako srp a kladivo.

## Historie

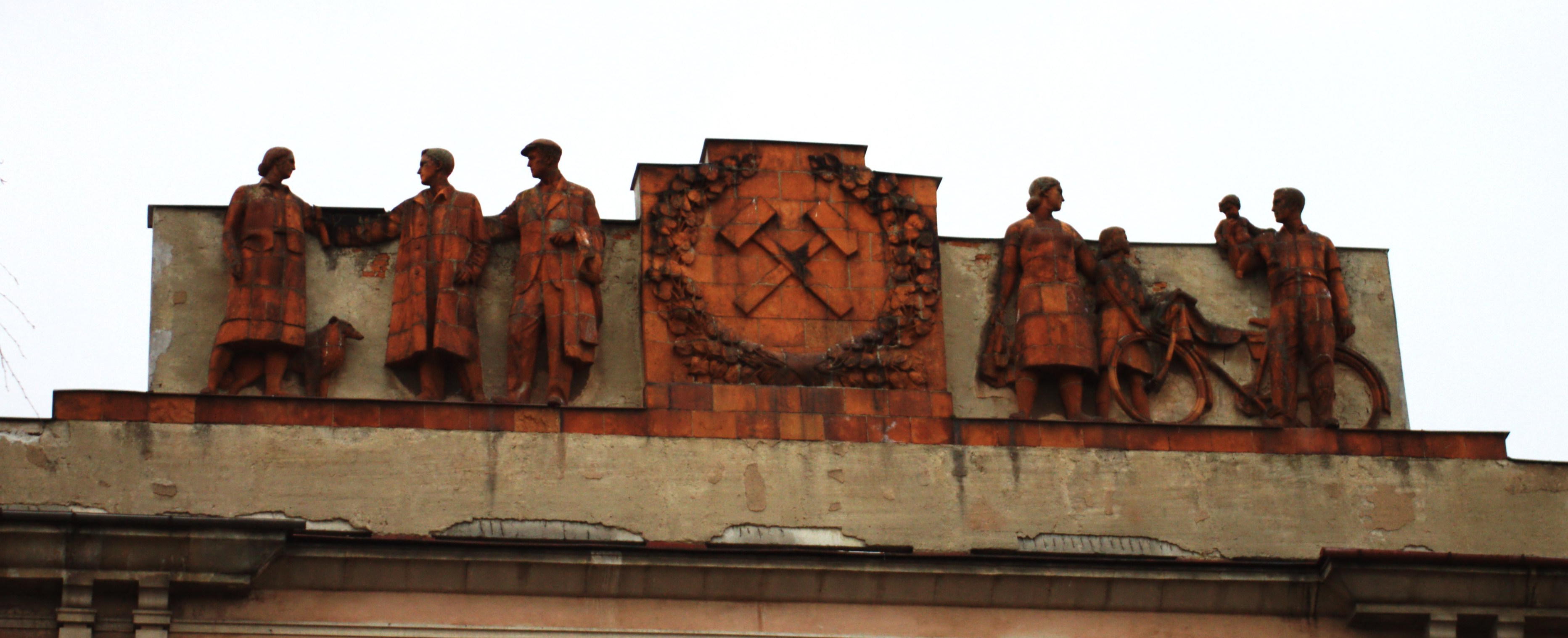
Do průčelí Oblouku byl umístěn reliéf s dělnickou tematikou

Výstavba Oblouku byla zahájena v červnu roku 1952 a probíhala společně s budováním okolních obytných celků na nedaleké ulici Svazu protifašistických bojovníků (s jedním tímto domem je Oblouk dokonce i propojen). Stavební práce probíhaly po celý rok 1953 i 1954 a dle dobových údajů byly poměrně náročné. V prosinci roku 1954 byl komplex dokončen a nastěhovali se do něj první nájemníci. Zdobná omítka budovy však byla dokončena až později.

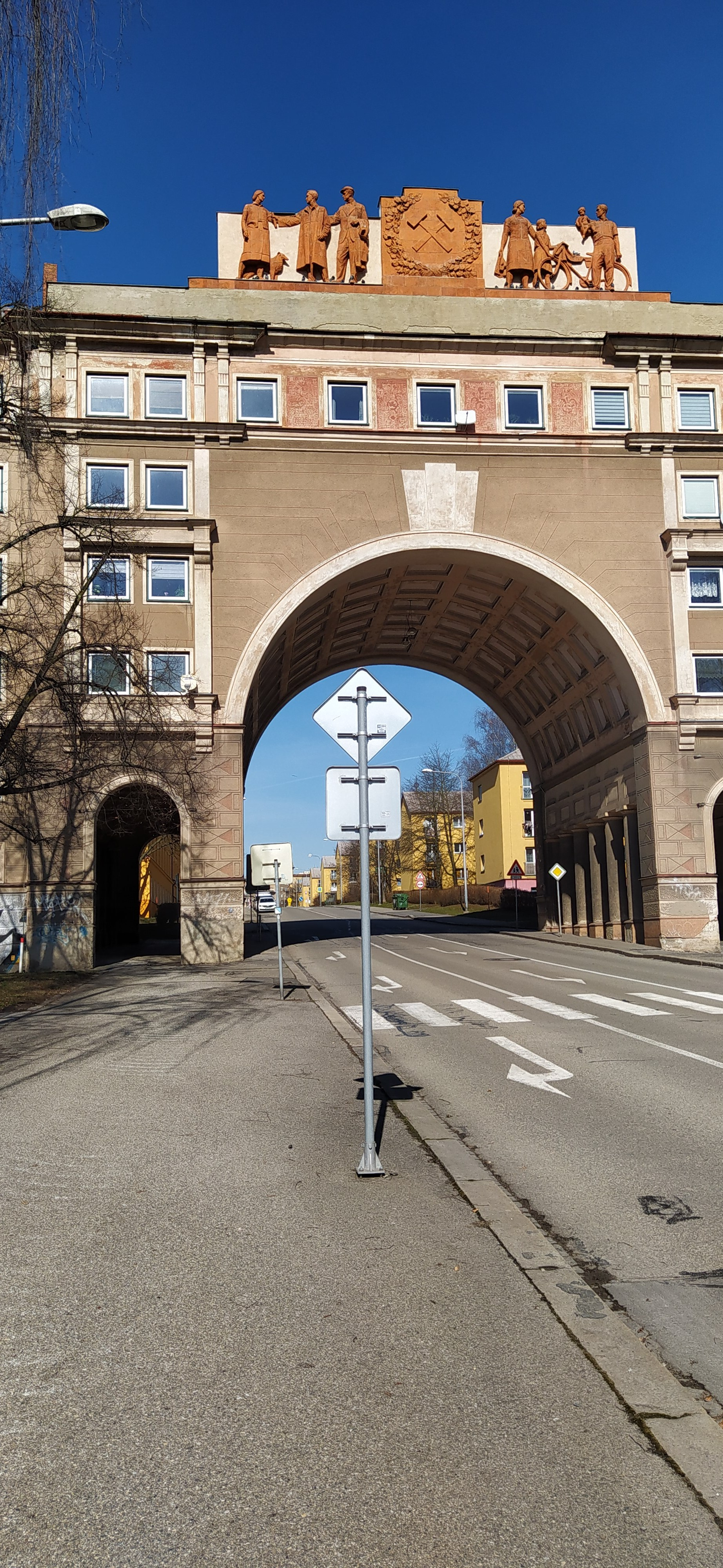
Oblouk v Ostravě-Porubě

Velkolepá budova odkazující na architekturu Sovětského svazu však v nových poměrech, které přišly v polovině 50. let a v letech šedesátých, jen stěží mohla plnit roli ukázky socialistické architektury a proto byla v následujících letech často opomíjena. Rozhodnutím Ministerstva kultury ČR z 27. března 2008 byl Oblouk prohlášen kulturní památkou.

## Další informace
Poblíž se také nachází Věžičky, Hlavní třída, Alšovo náměstí, Základní škola Porubská 832, Porubská metasekvoje a Dům kultury Poklad.